# Бешова
Бешова (пол. Beszowa) — село в Польщі, у гміні Лубніце Сташовського повіту Свентокшиського воєводства.
Населення — 268 осіб (2011).
У 1975—1998 роках село належало до Тарнобжезького воєводства.

## Демографія
Демографічна структура на день 31 березня 2011 року:
|          | Загалом | Допрацездатний вік | Працездатний вік | Постпрацездатний вік |
| -------- | ------- | ------------------ | ---------------- | -------------------- |
| Чоловіки | 130     | 22                 | 84               | 24                   |
| Жінки    | 138     | 21                 | 67               | 50                   |
| Разом    | 268     | 43                 | 151              | 74                   |